# Jan Michał Hoppenhaupt
Jan Michał Hoppenhaupt (ur. 25 lipca 1685 w Merseburgu, zm. 14 września 1751 tamże) – rzeźbiarz, budowniczy i architekt saski epoki baroku. Po 1738 uzyskał od króla Augusta III tytuł królewsko-polskiego, elektorsko-saskiego i kapitulno-merseburskiego budowniczego.

## Życiorys
Był synem duńskiego rzeźbiarza Michaela Hoppenhaupta oraz Reginy z domu Beyer. W 1706 opuścił z ojcem Merseburg i zamieszkał w Żytawie. W 1711 powrócił do Merseburga, gdzie uzyskał funkcję budowniczego dworskiego.

## Wybrane dzieła
- Kościół Hoppenhaupta w Oberbeuna[1]
- Schlossgartensalon w Merseburgu[2]